# بيتا أمور
بيتا أمور (بالإسبانية: Pita Amor)‏ (30 مايو 1918، مدينة مكسيكو في المكسيك - 8 مايو 2000، مدينة مكسيكو في المكسيك)؛ كاتِبة وشاعرة مكسيكية.